# Procypris rabaudi
Procypris rabaudi är en fiskart som först beskrevs av Tchang, 1930.  Procypris rabaudi ingår i släktet Procypris och familjen karpfiskar. Inga underarter finns listade i Catalogue of Life.